# Niama Pape Sissoko
Niama Pape Sissoko (Bamako, 16 dicembre 2005) è un calciatore maliano, attaccante dello Stade Reims.

## Carriera
È cresciuto nella Afrique Football Élite e nel 2024 è stato acquistato a titolo definitivo dallo Stade Reims. Ha debuttato in prima squadra il 20 ottobre seguente nell'incontro di Ligue 1 perso 2-1 contro l'Auxerre.

## Statistiche

### Presenze e reti nei club
Statistiche aggiornate al 4 gennaio 2025.
| Stagione             | Squadra              | Campionato           | Campionato | Campionato | Coppe nazionali | Coppe nazionali | Coppe nazionali | Coppe continentali | Coppe continentali | Coppe continentali | Altre coppe | Altre coppe | Altre coppe | Totale | Totale | Totale |
| Stagione             | Squadra              | Comp                 | Pres       | Reti       | Comp            | Pres            | Reti            | Comp               | Pres               | Reti               | Comp        | Pres        | Reti        | Pres   | Reti   |        |
| -------------------- | -------------------- | -------------------- | ---------- | ---------- | --------------- | --------------- | --------------- | ------------------ | ------------------ | ------------------ | ----------- | ----------- | ----------- | ------ | ------ | ------ |
| gen.giu. 2024        | Stade Reims 2        | N3                   | 5          | 0          | -               | -               | -               | -                  | -                  | -                  | -           | -           | -           | 5      | 0      |        |
| 2024-2025            | Stade Reims 2        | N3                   | 16         | 12         | -               | -               | -               | -                  | -                  | -                  | -           | -           | -           | 16     | 12     |        |
| Totale Stade Reims 2 | Totale Stade Reims 2 | Totale Stade Reims 2 | 21         | 12         |                 | -               | -               |                    | -                  | -                  |             | -           | -           | 21     | 12     |        |
| 2024-2025            | Stade Reims          | L1                   | 4          | 0          | CF              | 1               | 0               | -                  | -                  | -                  | -           | -           | -           | 5      | 0      |        |
| Totale carriera      | Totale carriera      | Totale carriera      | 18         | 5          |                 | 1               | 0               |                    | -                  | -                  |             | -           | -           | 19     | 5      |        |